# Stictoptera xylinata
Stictoptera xylinata är en fjärilsart som beskrevs av Walker 1865. Stictoptera xylinata ingår i släktet Stictoptera och familjen nattflyn. Inga underarter finns listade i Catalogue of Life.